# Wil Tirion
Wil Tirion (19 februari 1943 – 5 juli 2024) was een toonaangevend maker van sterrenkaarten.
Zijn bekendste werken zijn de Sky Atlas 2000.0 die voor het eerst verscheen in 1981, en Uranometria 2000.0, zijn meest uitgebreide werk, uit 1987.
Sterrenkaarten van zijn hand zijn in vele boeken en tijdschriften verschenen.
In zijn ogen moet een goede sterrenkaart er uit zien als de sterrenhemel, en ook een rustig kaartbeeld geven met niet te veel bijschriften.
Een goede kaart moet duidelijk en overzichtelijk zijn en vooral niet te veel informatie bevatten. Daarnaast is het belangrijk je doelgroep goed te kennen, want dat is bepalend voor wat je wel en niet moet tonen op een kaart.
Hij was waarschijnlijk de enige mens op aarde die volledig de kost verdiende met het maken van sterrenkaarten.
Hij was oorspronkelijk grafisch ontwerper en tekenaar. 
Tirion heeft nooit een formele opleiding in de sterrenkunde gevolgd, op dat terrein is hij autodidact.
Hij was getrouwd en heeft twee kinderen.
Tirion overleed op 5 juli 2024 op 81-jarige leeftijd.

## Levensloop

### Jeugd
Tirion is de zoon van een horlogemaker die belangstelling had voor wetenschap.
Hij zag op tienjarige leeftijd een fraaie foto van Saturnus en een paar sterrenkaartjes in de encyclopedie van zijn vader en raakte geïnteresseerd in sterrenkunde.
In het boek Gij en de Sterrenwereld, dat hij van zijn vader kreeg, zat een uitvouwbare sterrenkaart die hij gebruikte bij het kijken naar de sterrenhemel.
Hij keek het liefst met het blote oog, zonder telescoop of verrekijker.
Hij ontdekte dat de sterrenkaart "niet zo best" was.
In de jaren daarna schafte hij meerdere sterrenkaarten en steratlassen aan.
Webb's Atlas of the Stars viel hem erg tegen, en is ook slordig getekend, vond hij.
Hij nam zich voor ooit zijn eigen steratlas te gaan maken, maar dan goed.
Hij vond dat de sterrenhemel door de meeste sterrenkaarten niet accuraat wordt weergegeven, vooral door de gebruikte projecties die de sterrenbeelden sterk vervormen.
Tirion heeft vanaf zijn twaalfde jaar meermalen zelf sterrenkaarten gemaakt, maar had niet altijd het geduld om ze af te maken.
Begin jaren 1960 ging hij voor reclametekenaar en ontwerper studeren.
Ook componeerde hij en schreef hij songteksten, en hij zong in een Rock-'n-rollgroep, dit alles met minder succes.
Begin jaren 1970 hernieuwde hij zijn belangstelling voor sterrenkunde, en hij begon de toen bekendste steratlassen te verzamelen, zoals Norton's Star Atlas, de atlassen van Antonín Bečvář, en van het Smithsonian.
Hij trouwde in 1975. 
Hij had een voltijdsbaan als tekenaar bij een drukkerij in Rotterdam.

### Eerste succesvolle sterrenkaarten
Na zijn huwelijk vond hij genoeg rust om zijn jeugddroom, het maken van een steratlas, waar te gaan maken.
Hij werd lid van de Nederlandse Vereniging voor Weer- en Sterrenkunde (NVWS) en bouwde in 1976 een spiegeltelescoop.
In 1977 begon hij aan een eerste atlas, vijf grote kaarten met alle sterren die voor het blote oog zichtbaar zijn.
Het tekenwerk deed hij met de hand, op het kantoortje op zijn werk, waar hij een tekentafel en een lichttafel ter beschikking had.
Zijn werkwijze was om eerst een gradennet te construeren, en daarop de duizenden sterren te tekenen aan de hand van een stercatalogus met posities en helderheid van iedere ster.
Binnen een jaar was de atlas klaar, en Tirion ging naar een uitgever zoeken. 
De Nederlandse Stichting De Koepel wilde de atlas niet uitgeven, en de Amerikaanse Sky Publishing Corporation ook niet.
Uiteindelijk werd de atlas in 1979 opgenomen in de Encyclopedia of Astronomy van Colin Ronan, en later, op initiatief van Storm Dunlop, apart als losse set kaarten uitgegeven onder de titel B.A.A. Star Charts .

### Sky Atlas 2000.0
Zijn werk werd zo goed ontvangen dat hij een groter project ter hand ging nemen, mede aangemoedigd door Storm Dunlop.
Hij besloot een atlas te maken voor epoche 2000, omdat er wel vele waren voor 1950, maar nog niet voor 2000.
Verder wilde hij in zijn atlas de nadruk leggen op zaken die echt zichtbaar zijn, dus de sterren staan voorop; het aantal diffuse nevels beperkte hij, en donkere nevels en bronnen van radiostraling liet hij weg.
De grensmagnitude werd 8, wat inhield dat de atlas ongeveer 43.000 sterren bevat, op 26 kaarten.
Hij volgde de stijl van Bečvář.
De kaartprojectie koos hij uiteraard met grote zorgvuldigheid: de kegelprojectie.
Tirion heeft dertig maanden aan de atlas gewerkt; hij deed dat, allemaal handwerk aan de tekentafel, in zijn vrije tijd naast zijn fulltime baan.
Hij stond elke werkdag op om half zes, en voor hij aan zijn betaalde werk begon, werkte hij dan twee uur aan zijn atlas.
Hij vond Sky Publishing Corporation bereid om de atlas uit te geven (voor de B.A.A. bleek dat een te grote opgave).
Die uitgeverij zocht een opvolger voor de Skalnate Pleso Atlas Coeli van Bečvář; die was namelijk nog voor epoche 1950, en de makers ervan dachten nog tot 1985 nodig te hebben voor een nieuwe versie voor epoche 2000.
Tirion moest haast maken, want zijn uitgever wilde zijn atlas snel hebben. 
Hij ging er daarom ook in de weekeinden aan werken.
Het werk was klaar op 28 februari 1981.
Tirion weet nog goed dat hij per vliegtuig naar de uitgever in de Verenigde Staten ging om zijn originele tekenwerk in te leveren.
De atlas verscheen in datzelfde jaar onder de titel Sky Atlas 2000.0; eerst in zwart-wit, en eind van het jaar een editie in kleur.
De atlas werd een groot succes.
Zijn naam als hemelcartograaf werd daarmee definitief gevestigd. 
In 1987 waren er tienduizenden exemplaren verkocht, en de verkoopcijfers stegen toen nog steeds.

### Fulltime kaartenmaker
Sinds die tijd kwam het werk vanzelf op hem af: al op 1 maart 1981 kwam er een opdracht binnen.
Hij had genoeg te doen om in 1983 in deeltijd te gaan werken, drie dagen per week, en in november 1984 stopte hij er helemaal mee en daarna werkte hij alleen nog maar aan sterrenkaarten.
Hij heeft nooit zonder werk gezeten. Het werk kwam hem aanwaaien, zei hij zelf.
De tweede editie van de Sky Atlas 2000.0 verscheen in 1998, en bevatte ongeveer 80.000 sterren, ditmaal door een computer geplot.
Hiervan verscheen ook een Deluxe edition, die uitverkocht raakte in 2017.

### Uranometria 2000.0
Er kwamen plannen voor een nog gedetailleerdere steratlas; die werden concreet door toedoen van Perry Remaklus, baas van uitgeverij Willmann-Bell. 
Eerst was het plan om 160 kaarten met de hand te maken, wat erg lang zou duren. 
Bovendien had Tirion nog voor twee jaar verplichtingen. 
Tirion maakte in anderhalf jaar tien kaarten, maar toen werden de plannen drastisch gewijzigd.
In die periode werd het namelijk mogelijk om computers kaarten te laten produceren (met uitsluitend sterren). 
Tirion zou die dan handmatig corrigeren, bewerken en aanvullen met onder andere vele duizenden andere objecten. 
De nieuwe atlas kon daarmee gemaakt worden met grensmagnitude 9,5, dat zijn 330.000 sterren, op 473 kaarten. 
Ditmaal werden donkere nevels en röntgen- en radiobronnen ook opgenomen, de schaal maakte dat mogelijk. 
De eerste computerplots kreeg hij begin 1986 binnen.
Het werk aan de atlas kostte Tirion ongeveer een dag per kaart. 
Hij begon in die tijd met werken om zeven uur in de ochtend, en was tot het begin van de avond bezig.
De atlas, Uranometria 2000.0, verscheen in boekvorm, in twee delen, Het eerste deel in augustus 1987 en het tweede in de loop van 1988.

### Later werk
Na Uranometria 2000.0 bleef er nieuw werk op Tirion af komen.
Hij maakte nog meer steratlassen, waaronder de Bright Star Atlas (1990) en de Cambridge Star Atlas (1991).
Met het voortschrijden van de computertechniek kwam ook voor Tirion het moment om voor zijn tekenwerk over te stappen op een computer: begin jaren 1990 deelde een uitgever hem mee dat hij zijn materiaal digitaal moest aanleveren en niet meer op papier.
Hij ging in 1995 een Apple Macintosh gebruiken met onder ander het vector-tekenprogramma Adobe Illustrator.
Voor het maken van kaarten gaat hij niet meer uit van coördinaten in stercatalogi, maar hij gebruikt het programma Guide om basiskaarten te maken, die hij daarna aanpast en uitbreidt zodat ze voldoen aan de wensen van zijn opdrachtgever.
Hij is regelmatig uitgenodigd om lezingen te geven op star parties in de Verenigde Staten; daarbij zet hij dan tevens zijn handtekening in vele exemplaren van zijn steratlassen.
Anno 2022 verzorgde hij op 79-jarige leeftijd (samen met Storm Dunlop) de Night Sky Almanac 2023: A stargazer’s guide en  diverse edities van de 2023 Guide to the Night Sky. Dunlop schreef de teksten, Tirion maakte de illustraties en verzorgde de lay-out.

## Eerbetoon
In 1987 kreeg Tirion de J. van der Biltprijs uitgereikt door de Koninklijke Nederlandse Vereniging voor Weer- en Sterrenkunde voor zijn prestaties op het gebied van hemelcartografie en steratlassen.
Er is in 1993 een planetoïde naar hem genoemd: (4648) Tirion.

### Steratlassen en -kaarten

#### Nederlandstalig
- Atlas van de sterrenhemel : met de coördinaten van het jaar 2000, 1985, met Storm Dunlop

#### Overige talen
- B.A.A. Star Charts
- Sky Atlas 2000.0, 1981, 1998
- Atlas of the night sky, 1984, met Storm Dunlop
- Uranometria 2000.0, 1987-1988 (met George Lovi en Barry Rappaport), 2001, 2012 (met Barry Rappaport en Perry Remaklus)
- Men, Monsters and the modern universe, 1989, met George Lovi
- Bright Star Atlas 2000.0, 1990, 2001, met Brian Skiff
- The Cambridge Star Atlas / The Cambridge Star Atlas 2000.0, 1991, 1996, 2001, 2011
- אטלס השמים הישראלי uit 2004, met Tsafrir Kolatt
- Atlas of the night sky, 2005, met Storm Dunlop en Antonín Rükl
- Collins atlas of the night sky, 2005, met Storm Dunlop
- Der Kosmos - Sterne und Planeten, 2005, met Storm Dunlop en Antonín Rükl
- The Cambridge Double Star Atlas, 2009 (met James Mullaney), 2015 (met Bruce MacEvoy)
- Cambridge Atlas Of Herschel Objects, 2011 (met James Mullaney)
- Philip's night sky atlas, 2012, met Robin Scagell
- Northern Hemisphere Star Map, (textiel, door Splashmaps)

### Boeken

#### Nederlandstalig
- Sterren, 1999, 2004, met Ian Ridpath
- Sterrengids : van maand tot maand, 1988, met Ian Ridpath
- Het sterren- en planetenboekje : met posities tot en met 2009, 2005, met Storm Dunlop
- Sterren kijken, 2007, met Storm Dunlop
- Deep space : een visuele verkenningstocht naar de rand van het heelal en het begin van de tijd, 2014, met Govert Schilling
- Handboek sterrenkunde, 2015, met Govert Schilling
- Sterrenbeelden : het verhaal van de kosmos, verteld via de 88 sterpatronen aan de nachtelijke hemel, 2019, met Govert Schilling
- Jaarlijks jaarboek Sterren & Planeten (met twaalf hemelkaarten van Wil Tirion)

#### Overige talen
- Guide to stars and planets, 1984, met Ian Ridpath
- Astronomy with a small telescope, 1985, met James Muirden
- Binocular astronomy, 1991, met Craig Crossen
- The monthly sky guide, 1992, met Ian Ridpath
- A walk through the heavens : a guide to stars and constellations and their legends, 1996, met Milton D. Heifetz
- The Express Britain's night sky, 1997, met Ian Ridpath
- Night sky, 1999, met Storm Dunlop
- Stars, 1999, 2004, met Ian Ridpath
- Collins guide to the night sky, 1999, met Mark R. Chartrand
- Unser Sternenhimmel, 1999, met Storm Dunlop
- Stars and planets, 2000, met Ian Ridpath
- A walk through the Southern sky : a guide to stars and constellations and their legends, 2000, met Milton D. Heifetz
- Philip's star finder : a month-by-month guide to the night sky, 2000, met John Woodruff
- Night sky star finder, 2000, met Storm Dunlop
- Stars and planets : identifying them, learning about them, experiencing them, 2000, met o.a. Joachim Ekrutt
- The southern sky guide, 2001, met David Ellyard
- Philip's southern star finder : a month-by-month guide to the night sky, 2002, met John Woodruff
- Philip's astronomy encyclopedia, 2002, ed. Patrick Moore
- Exploring the starry sky , 2003, met Robert Burnham
- Collins star finder pack, 2003, met Storm Dunlop
- Night sky star finder, 2004, met Storm Dunlop
- Der Kosmos Sternführer, 2004, met Storm Dunlop
- Der Kosmos Himmelsführer, 2000, met Ian Ridpath
- Collins stars and planets, 2007, met Ian Ridpath
- Collins night sky & star finder, 2011, met Storm Dunlop
- Philip's month-by-month star finder : with 12 monthly night sky maps, 2013, met John Woodruff
- Philip's guide to stars & planets. 2013, ed. Patrick Moore
- Jaarlijkse Guide to the night sky, vanaf 2014, met Storm Dunlop
- Collins stars and planets guide, 2017, met Ian Ridpath
- Un paseo por las estrellas, 2020, met Milton D. Heifetz
- Jaarlijkse Night Sky Almanac, vanaf 2021, met Storm Dunlop